# Bolivia (Illinois)
Bolivia és una àrea no incorporada al Comtat de Christian (Illinois).